# 潘基·阿末·馬烏拉納
潘基·阿末·馬烏拉納（1997年7月21日—），印度尼西亞男子羽毛球運動員。

## 簡歷
2016年11月，潘基出戰馬來西亞羽毛球國際挑戰賽，在男子單打決賽以2比1（21-9、16-21、21-12）擊敗東道主選手沙德斯達蘭，奪得羽毛球生涯中首個國際賽冠軍。

## 主要比賽成績
只列出曾進入準決賽的國際賽事成績：
| 年份   | 賽事                     | 公開賽級別 | 項目     | 成績   |
| ------ | ------------------------ | ---------- | -------- | ------ |
| 2015年 | 越南羽毛球國際系列賽     | 國際系列賽 | 男子單打 | 準決賽 |
| 2015年 | 世界青年羽毛球錦標賽     | 其他       | 混合團體 | 亞軍   |
| 2016年 | 馬來西亞羽毛球國際挑戰賽 | 國際挑戰賽 | 男子單打 | 冠軍   |
| 2016年 | 印度羽毛球國際挑戰賽     | 國際挑戰賽 | 男子單打 | 準決賽 |
| 2017年 | 伊朗羽毛球國際挑戰賽     | 國際挑戰賽 | 男子單打 | 冠軍   |
| 2017年 | 東南亞運動會羽毛球比賽   | 其他       | 男子團體 | 金牌   |
| 2021年 | 斯洛文尼亞羽毛球國際賽   | 國際系列賽 | 男子單打 | 亞軍   |
| 2021年 | 奧地利羽毛球公開賽       | 國際系列賽 | 男子單打 | 冠軍   |
| 2022年 | 印尼羽毛球國際系列賽     | 國際系列賽 | 男子單打 | 準決賽 |
| 2022年 | 印尼羽毛球國際挑戰賽     | 國際挑戰賽 | 男子單打 | 準決賽 |

| 2007-2017年 | 首要超級賽 | 超級賽 | 黃金大獎賽 | 大獎賽 | 國際挑戰賽 | 國際系列賽 | 未來系列賽 | 其他 |

| 2018-2026年 | 總決賽 | 超級1000賽 | 超級750賽 | 超級500賽 | 超級300賽 | 超級100賽 | 國際挑戰賽 | 國際系列賽 | 未來系列賽 | 其他 |